# فالق الدفع

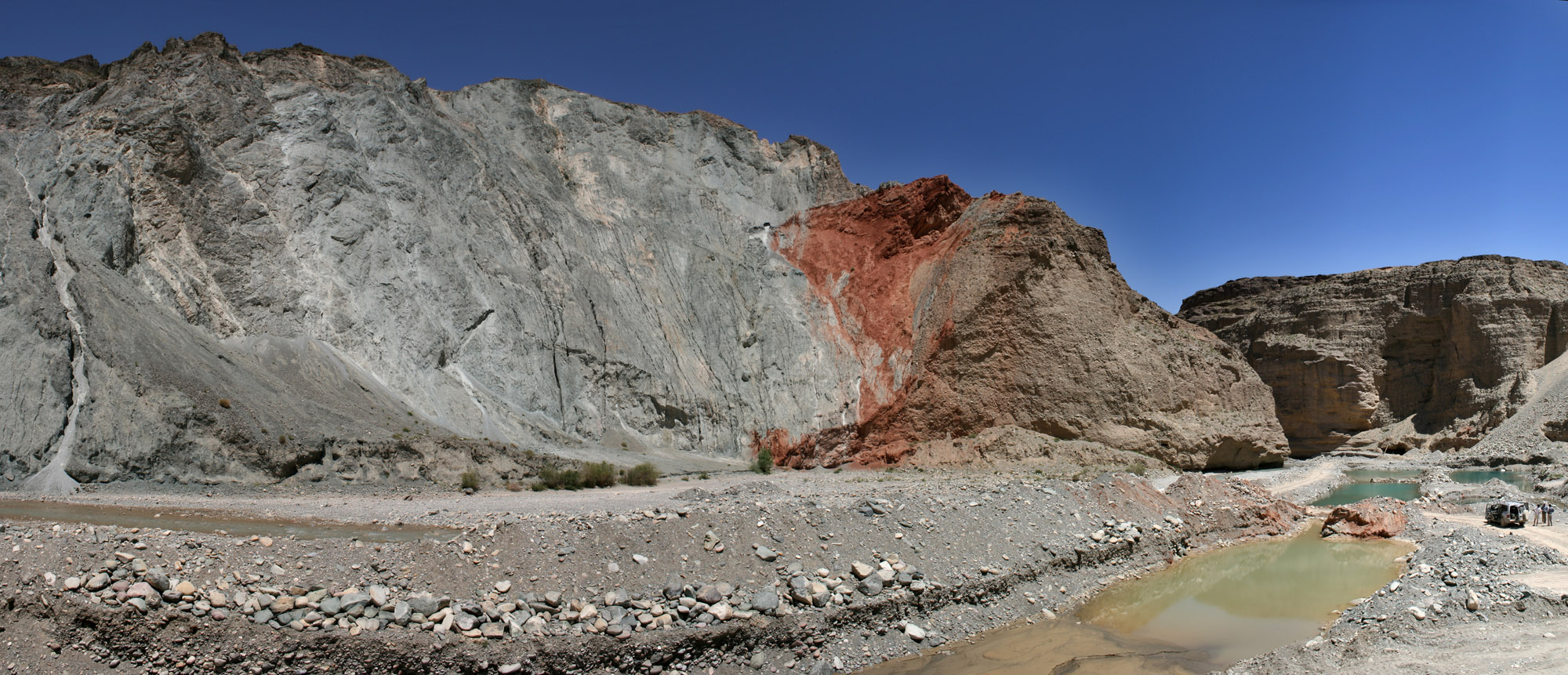
فالق الدفع في كيليان شان، الصين. الأقدم (يسار، أزرق وأحمر) يتجه نحو الأصغر (يمين، بني).

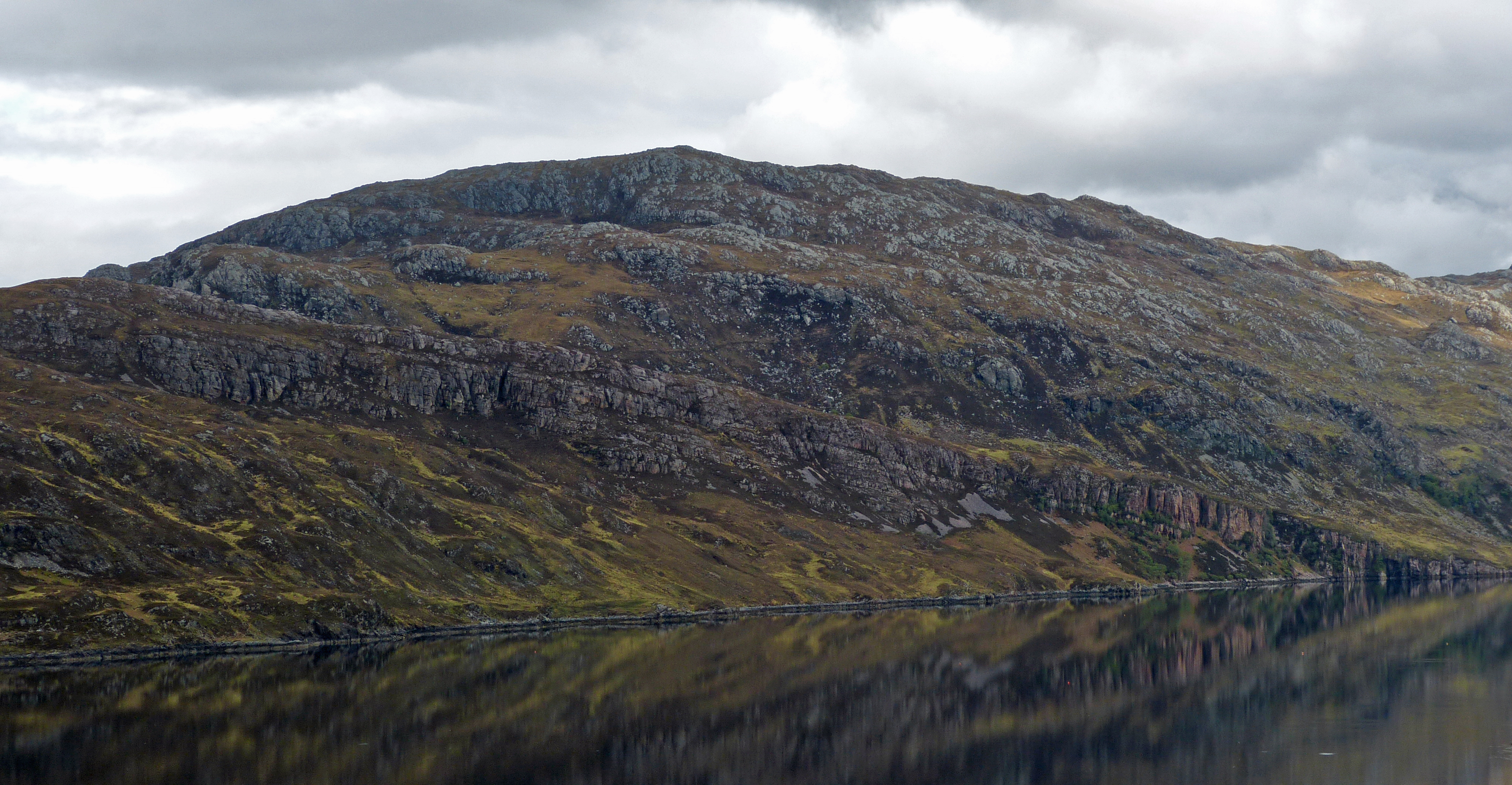
دفع جلينكول في Aird da Loch، Assynt في اسكتلندا. تشكلت كتلة رمادية غير النظامية من صخرة النايس اللويزي من الدهر السحيق أو حقبة الطلائع القديمة على فريش جيد من الكوارتزيت الكمبري، على طول الجزء العلوي من الوحدة الأصغر سنا.

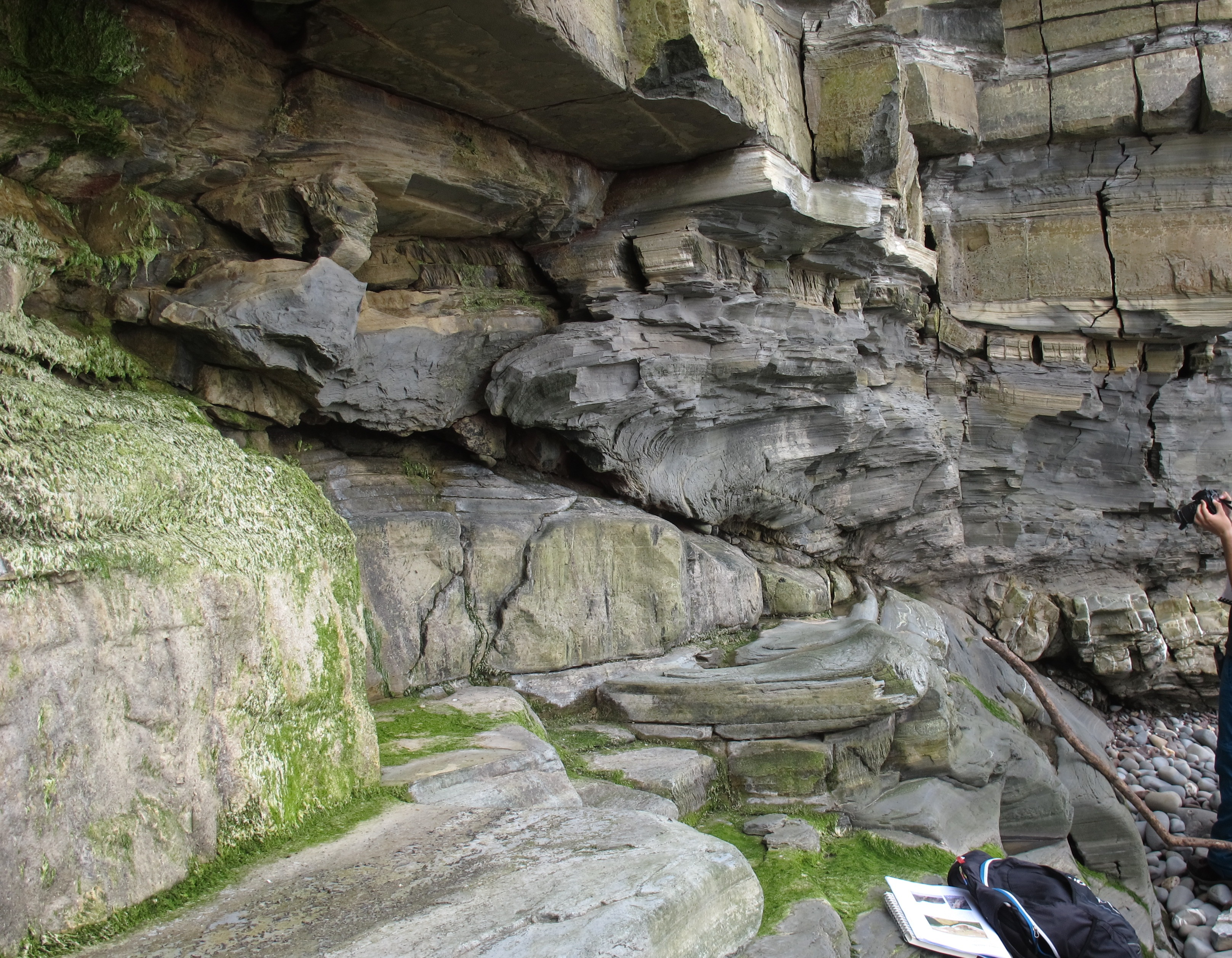
فالق دفع صغير في منحدرات خليج ليلستوك، سومرست، إنجلترا ؛ إزاحة حوالي مترين (6.6 قدم)

فالق الدفع أو فالق الدسر (بالإنجليزية: Thrust fault) هو كسر في القشرة الأرضية، حيث تُدفع الصخور القديمة فوق الصخور الأصغر.

## أشكال الدفع والتسميات

### الفوالق العكسية
فالق الدفع هو نوع من الفوالق العكسية الذي يحتوي على خط الاتجاه بزاوية 45 درجة أو أقل.
إذا كانت الزاوية من مستوى الفالق أقل (في كثير من الأحيان أقل من 15 درجة عن الأفق ) وإزاحة الكتلة العلوية كبيرة (غالبا في نطاق كيلومتر) ويسمى فالق «دفع فوقي» (بالإنجليزية: overthrust) أو «فالق دفع فوقي» (بالإنجليزية: overthrust fault).  يمكن أن يزيل التآكل جزءًا من الكتلة العلوية، مما يؤدي إلى إنشاء حاجز (أو نافذة) - عندما تُكشف الكتلة السفلية في منطقة صغيرة نسبيًا. عندما تُزيل التعرية معظم الكتلة العلوية، تاركةً بقايا شبيهة بالجزيرة تستريح على الكتلة السفلية، تسمى البقايا كليبيات (المفرد كليبي).

### فوالق الدفع العمياء
إذا انتهى مستوى الفالق قبل أن يصل إلى سطح الأرض، فيشار إليه على أنه فالق دفع أعمى. بسبب نقص الأدلة السطحية، يصعب اكتشاف فوالق الدفع العمياء حتى تنفصل. نتج زلزال عام 1994 المدمر في نورثريدج بولاية كاليفورنيا عن فالق دفع أعمى لم يُكتشف من قبل.

### فاولق طيات الانحناء

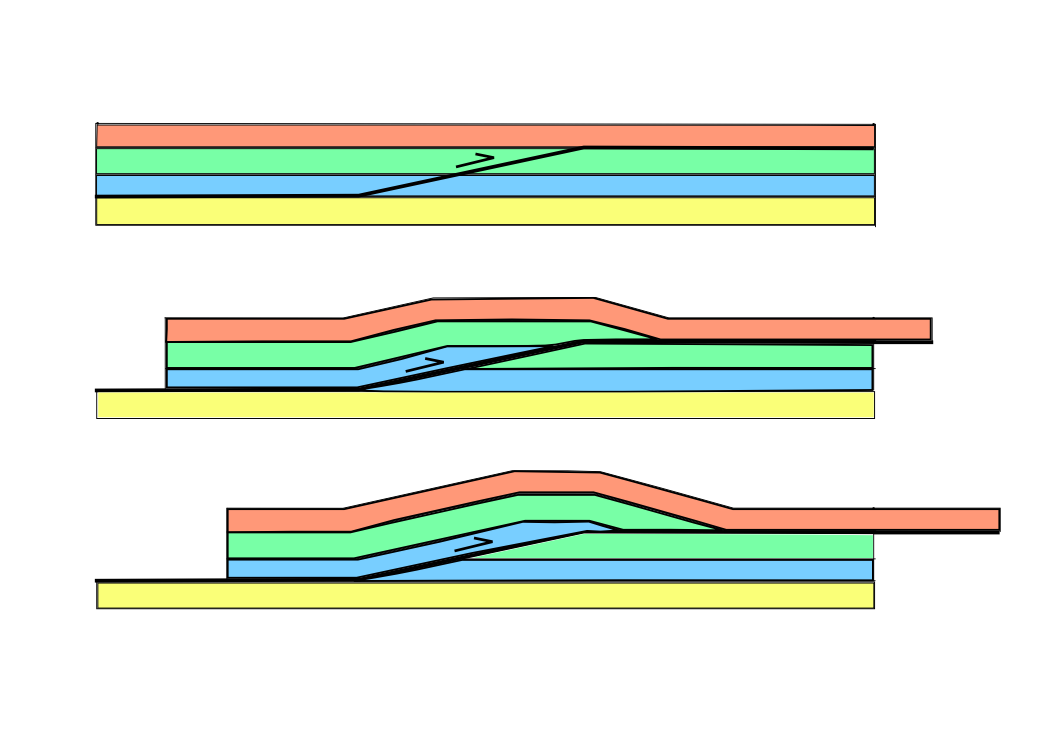
رسم تخطيطي لتطور فالق طيات الإنحناء أو "منحدر منحني فوق منحدر دفع، يربط المنحدر بين الأجزاء العلوية من الطبقات الخضراء والصفراء

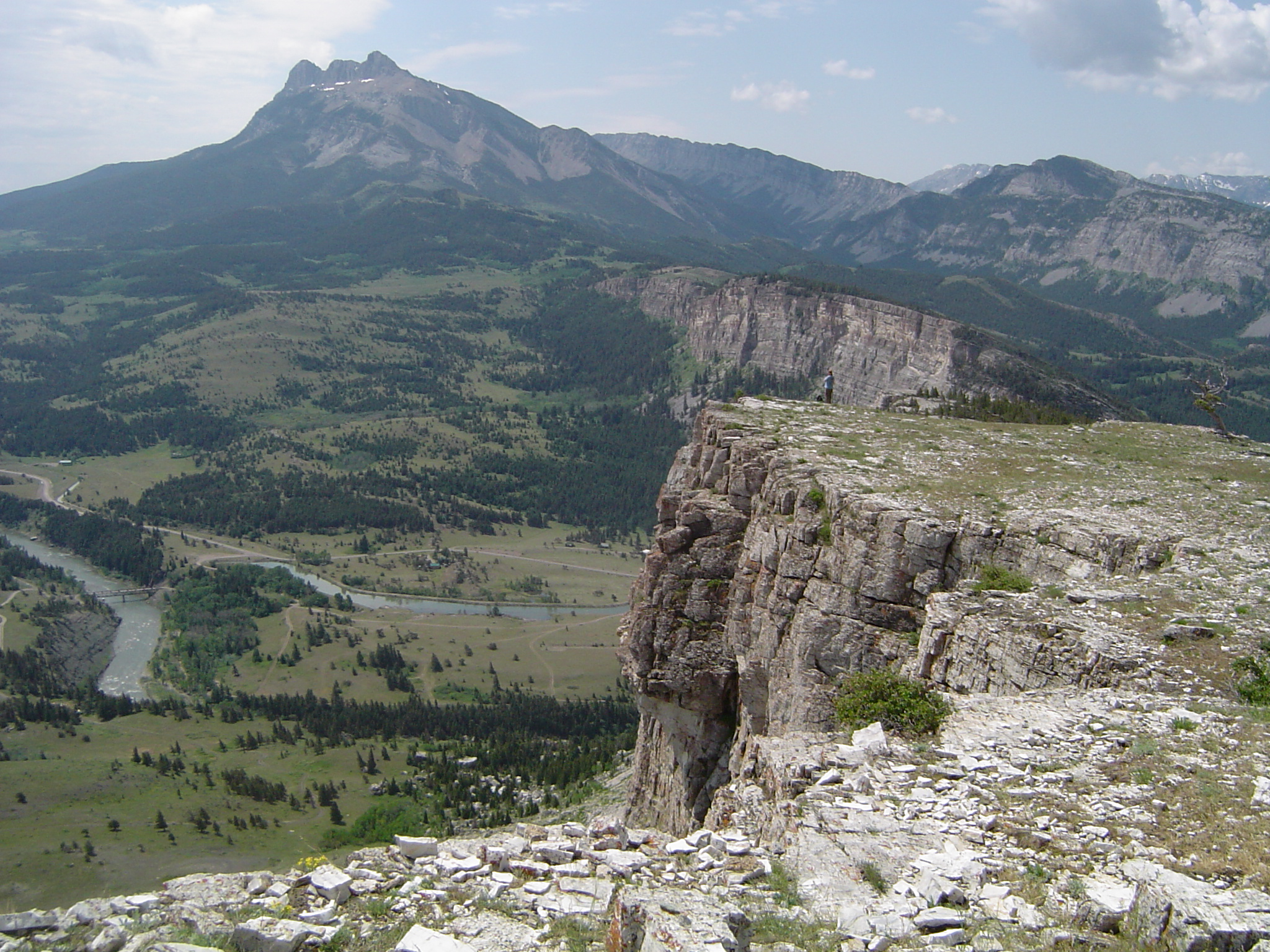
مثال على تشوه الجلد الرقيق (الدفع) في مونتانا. لاحظ أن الحجر الجيري من ماديسون الأبيض مكرر، مع مثال واحد في المقدمة وآخر في مستوى أعلى في الزاوية اليمنى العليا وأعلى الصورة.

تتميز فوالق الدفع، خاصة تلك المرتبطة بأسلوب تشوه الجلد الرقيق، بما يسمى شكل المنحدرات المسطحة. تنتشر الدفعات في الغالب على طول مناطق الضعف داخل تسلسل رسوبي، مثل أحجار الطينية أو طبقات الهاليت، وتسمى هذه الأجزاء من الدفع بانفصال الطبقات ‏.

### فوالق طيات التوسع

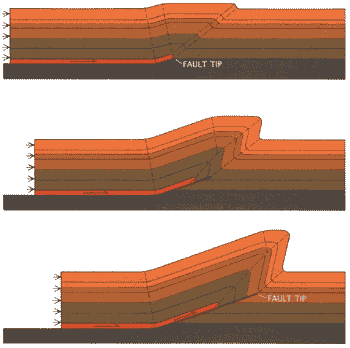
رسم تخطيطي لتطور فالق طيات التوسع

تتشكل فوالق طيات التوسع عند طرف فالق الدفع حيث توقف التوسع على طول الانحناء ولكن الإزاحة على الدفع خلف طرف الفالق مستمرة. تُستوعب الإزاحة المستمرة من خلال تشكيل طيات محدبة/مقعرة ثنائية غير متماثلة. مع استمرار الإزاحة، يبدأ طرف الدفع بالتوسع على طول محور الطية المقعرة. تُعرف هذه الهياكل أيضًا باسم طيات خط الحافة (بالإنجليزية: tip-line folds). في نهاية المطاف، قد يصل طرف الدفع التوسعي إلى طبقة انفصال فعالة أخرى وسيتطور هيكل الطي المركب بخصائص كل من فوالق طيات الانحناء وفوالق التوسع.

### فوالق الدفع المزدوج

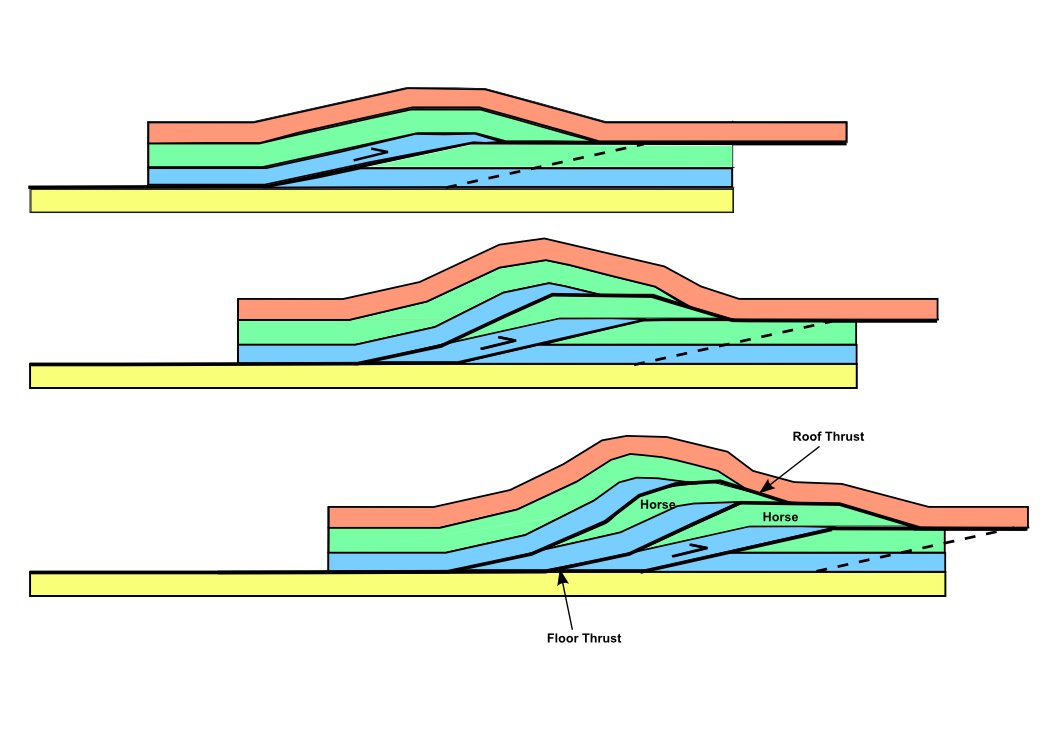
تطور الدفع المزدوج عن طريق القصور التدريجي للجدار السفلي للمنحدر

تحدث الازدواجية حيث يوجد مستويان من الإنفصال بالقرب من بعضهما البعض ضمن تسلسل رسوبي، مثل قمة وقاعدة طبقة من الحجر الرملي قوية نسبيًا تحدها طبقتان ضعيفتان نسبيًا من الحجر الطيني.
عندما ينتشر الدفع على طول الانفصال السفلي، المعروف باسم الدفع الأرضي، يصل إلى الانفصال العلوي، المعروف باسم دفع السقف، فإنه يشكل منحدرًا داخل الطبقة الأقوى.
مع استمرار الإزاحة على الدفع، تُتطور ضغوط أعلى في الجدار السفلي للمنحدر بسبب الانحناء على الفالق. قد يتسبب هذا في اتساع متجدد على طول الدفع الأرضي حتى ينقطع مرة أخرى للانضمام إلى دفع السقف. ثم يحدث مزيد من الإزاحة عبر المنحدر الذي أُنشئ حديثًا. قد تتكرر هذه العملية عدة مرات، وتشكل سلسلة من شرائح الدفع المحاطة بالصدأ والمعروفة باسم المتراكبات (بالإنجليزية: imbricates) أو الأحصنة، ولكل منها شكل طية الانحناء للفالق للإزاحة الصغيرة. تكون النتيجة النهائية عادةً عبارة عن مزدوج على شكل معينات.
تعد الإزدوجية آلية فعالة للغاية لاستيعاب تقصير القشرة عن طريق تثخين المقطع بدلاً من الطي والتشوه.

## البيئة التكتونية
تحدث فوالق الدفع الكبيرة في المناطق التي خضعت لقوى ضغط كبيرة. وتوجد هذه الشروط في أحزمة التجبل التي تؤدي إما تصادم تكتوني لقارتين أو تراكم من منطقة الاندساس. تنتج قوى الانضغاط الناتجة سلاسل جبلية. جبال الهيمالايا وجبال الألب وجبال الأبالاش هي أمثلة بارزة من التجبل الانضغاطي مع العديد من فوالق دفع فوقية.
تحدث فوالق الدفع في حوض أمامي والتي تحدث بشكل هامشي بالنسبة للأحزمة التجبلية. هنا، لا يؤدي الضغط إلى بناء جبلي ملموس، والذي يُستوعب في الغالب عن طريق الطي وتكديس الدفعات. بدلاً من ذلك، تتسبب فوالق الدفع عمومًا في زيادة سماكة القسم الطبقي. عندما تُطوير التوجهات في التجبل التي تكونت في هوامش متصدعة سابقًا، يمكن أن يؤدي انعكاس ‏ التصدعات القديمة المدفونة إلى تحفيز تنوي منحدرات الدفع.
عادةً ما تلاحظ دفعات حوض أمامي هندسة المنحدرات المسطحة، مع وجود دفعات تنتشر داخل الوحدات بزاوية منخفضة جدًا «مسطحات» (عند 1-5 درجات) ثم تتحرك لأعلى في منحدرات أكثر ميلانًا (عند 5-20 درجة) حيث وحدات الأوفست الطبقية. كما كُشف عن اندفاعات في أماكن كراتونية، حيث تقدم تشوه «الأرض البعيدة» إلى مناطق داخل القارات.

تم العثور على الدفعات والدوبلكس أيضًا في أسافين تراكمية في هامش خاندق محيطية لمناطق الاندساس، حيث تُكشط الرواسب المحيطية من الصفيحة المندسة وتتراكم. هنا، يجب أن يتكاثف الإسفين التراكمي بنسبة تصل إلى 200٪، ويتحقق ذلك عن طريق تكديس فالق الدفع فوق فالق الدفع في مزيج من الصخور الممزقة، غالبًا مع الطي الفوضوي. هنا لا يُلاحظ عادة الأشكال الهندسية المنحدرة المسطحة لأن قوة الانضغاط تكون بزاوية شديدة الانحدار للطبقات الرسوبية.

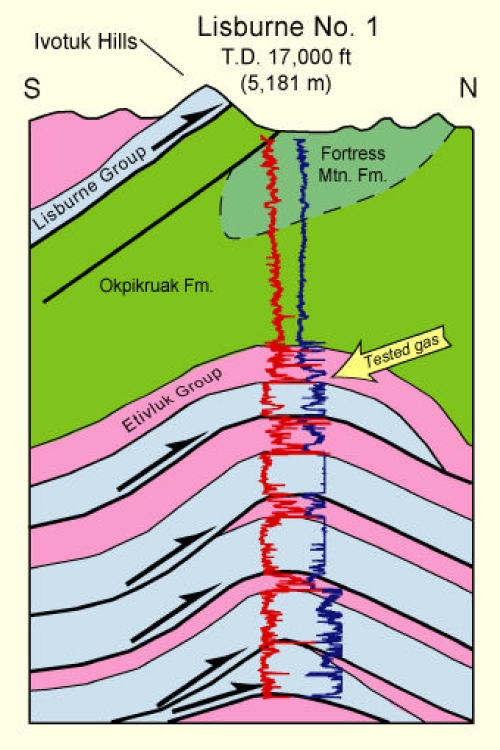
كومة مضادة من تشعبات الدفع أثبتت عن طريق الحفر، تلال بروكس رينج، ألاسكا

## تاريخ
لم تكن فوالق الدفع معروفة حتى عمل أرنولد إيشر فون دير لينث وألبرت هايم ومارسيل ألكسندر برتراند في جبال الألب أثناء العمل على دفع غلاروس ‏ . عمل كل من تشارلز لابورث وبن بيتش ‏ وجون هورن ‏ على أجزاء من موين ثراست ‏ اسكتلندا؛ وألفريد إليس تورنيبوم في كاليدونيد الاسكندنافية وآر جي ماكونيل في جبال روكي الكندية. لقد توصل علماء الجيولوجيا في جميع هذه المناطق خلال ثمانينيات القرن التاسع عشر إلى إدراك أن الطبقات الأقدم يمكن العثور عليها، عن طريق التصدع، فوق الطبقات الأصغر سنًا. صاغ أرشيبالد جيكي ‏ في عام 1884 مصطلح مستوى الدفع لوصف هذه المجموعة الخاصة من الفوالق. وكتب: